# Carl Hamppe
Carl Hamppe, né en Suisse en 1814 et mort le 17 mai 1876 à Gersau (Canton de Schwytz), était un fonctionnaire gouvernemental à Vienne, un joueur d'échecs  ainsi qu'un théoricien des ouvertures autrichien d'origine suisse.

## Biographie et carrière
Hamppe vécut à Vienne à partir de 1848 et travailla comme officier au ministère des finances.
Il a joué contre Johann Löwenthal en 1846, contre Ernst Falkbeer en 1850 et contre Daniel Harrwitz en 1852 et en 1860.
Il a gagné deux fois le championnat d'échecs de Vienne, en 1859 et 1860, à chaque fois devant Wilhelm Steinitz.
Sa partie la plus connue est la Nulle Immortelle, disputée en 1872 face à Philipp Meitner (en).

## Théorie des ouvertures
Il a beaucoup travaillé sur la partie viennoise et a ajouté deux variantes au gambit viennois, le gambit Hamppe–Allgaier (1.e4 e5 2.Nc3 Nc6 3.f4 exf4 4.Nf3 g5 5.h4 g4 6.Ng5) et le gambit Hamppe–Muzio (1.e4 e5 2.Nc3 Nc6 3.f4 exf4 4.Nf3 g5 5.Bc4 g4 6.0-0 gxf3 7.Qxf3).